# Vega de Llan
Vega de Llan (oficialmente y en eonaviego, A Veiga de Llan) es una aldea de la parroquia de Taramundi, concejo de Taramundi, en la comarca del Eo-Navia, Principado de Asturias, España.